# Линевич, Сергей Николаевич
Сергей Николаевич Линевич (15 января 1929 — 27 октября 2014) — советский и российский учёный, доктор технических наук (1982), профессор (1983), член Международной академии наук высшей школы (1999), Жилищно-коммунальной академии РФ (1993), Международной академии экологии и природопользования (1997), заслуженный деятель науки и техники РФ (1993), почётный работник высшего образования России (1997).

## Биография
Николай Линевич родился 15 января 1929 года в Ростове-на-Дону. В раннем детстве переехал в Новочеркасск, где окончил среднюю школу. В 1952 году окончил Новочеркасский политехнический институт, получил специальность инженера-строителя. Работал в Горьком (ныне — Нижний Новгород) мастером, прорабом в стройуправлении (УНР-720). С 1953 по 2014 год — в Новочеркасском политехническом институте: ассистент, аспирант, старший преподаватель, доцент, профессор. Несколько раз становился деканом строительного факультета, заведующим кафедрой технологии очистки природных и сточных вод, главой объединённого профкома института.
Линевич разработал и преподавал курсы и самостоятельные разделы по технологии очистки и обеззараживанию природных и сточных вод; по современным высокоэффективным способам очистки вод сложного, нестандартного состава; оптимизации расчёта отдельных водообрабатывающих сооружений; охране и рациональному использованию водных ресурсов и прочие.
Линевич выступил с инициативой и принял личное участие в подготовке специалистов по двум новым специальностям: «Технология очистки природных и сточных вод» и «Комплексное использование и охрана водных ресурсов», организовано шесть научно-исследовательских и учебных лабораторий.
Линевич организовал научную школу «Технология очистки природных и сточных вод», которая была признана как в СССР, так и за границей; вошёл в состав межведомственного координационного научного Совета РАН по химическим технологиям очистки природных и сточных вод; активно участвовал в деятельности двух специализированных советов по защите диссертаций на соискание званий докторов и кандидатов наук.
По проектам Линевича и его учеников построен Ейский групповой водопровод производительностью 50 000 м³/сутки (Приазовский район, Краснодарский край). Разработано и введено в эксплуатацию множество высокоэффективных, экологически чистых технологий по комплексной обработке природных и сточных вод (осветление, обесцвечивание, дегазация, обезжелезивание, обеззараживание, удаление примесей йода, брома, фенола, формальдегида и прочих). Разработано множество новых высокоэффективных комбинированных способов обработки воды: озонирование НЛЭ-содержащих вод, сорбционная обработка природных вод на цеолите и на ОДМ-2Ф, коагулирование воды полиоксихлоридом алюминия и др.
Линевич провёл масштабную работу по обновлению водоочистных станций на водопроводах Новочеркасска, Новошахтинска, Таганрога, Шахт.
Линевич подготовил десять кандидатов и двоих доктора наук. Опубликовал около 180—200 научных и методических трудов, в том числе 11 монографий и учебных пособий, более 30 методических пособий. Зарегистрировал 12 авторских свидетельств и патентов на изобретения.
Линевич награждён медалью «За доблестный труд. В ознаменование 100-летия со дня рождения В. И. Ленина» (1970), нагрудным значком за заслуги в области высшего образования СССР «За отличные успехи в работе» (1977), медалью «Ветеран труда» (1996), медалями ВДНХ «За достигнутые успехи в развитии народного хозяйства СССР» (одна золотая, одна серебряная и две бронзовые) и множеством дипломов (1977—1984). В 2004 году присвоено звание «Почётный гражданин Новочеркасска».
Умер 27 октября 2014 года, похоронен на Новом городском кладбище Новочеркасска.